# クイズやじうまスコップ
『クイズやじうまスコップ』は、1983年11月3日から1984年3月29日までフジテレビ系列（一部を除く）で放送されていたフジテレビ製作のクイズ番組であった。
全18回。放送時間は毎週木曜 19時00分 - 19時30分（日本標準時）。

## 内容
当時の流行や世相、番組が独自に調査したデータやユニークな統計資料などをランキング形式で紹介し、それらをクイズにしていた番組。
出題テーマの例として「教師のあだ名」（1984年1月12日）、「金持ちNo.1」（1984年2月9日）、「司会者No.1」（1984年2月23日）などがある。
司会は西川きよしと山村美智子（当時フジテレビアナウンサー）が務めていた。なお当番組の終了翌月から、同じくきよし・山村が司会を務めるクイズ番組『ザ・わかるっチャー』が水曜20時台に放送された。

## 放送リスト
| 回 | 放送日         | サブタイトル                               |
| -- | -------------- | ------------------------------------------ |
| 1  | 1983年 11月3日 | タモリのここに怒っているんだぞ             |
| 2  | 11月10日       | やめてー!! 有名人のこのスタイル            |
| 3  | 11月24日       | 秀樹も真っ青!! トラボルタの踊り            |
| 4  | 12月8日        | ジャッキー・チェンの花嫁No.1は？           |
| 5  | 12月15日       | '83No.1は誰？聖子？／年末ジャンボ当選番号  |
| 6  | 12月22日       | パソコン親子の対決!!／海外旅行大ドジ特集   |
| 7  | 1984年 1月12日 | それを言っちゃおしまいよ／教師のアダ名No.1 |
| 8  | 1月19日        | 在日外人おもしろ情報／ザ・ベストおじぎ!?   |
| 9  | 1月26日        | 百恵さんに女の子誕生!? 顔と声を初公開      |
| 10 | 2月2日         | パナウル王国珍事件！／大貝世界一・大捕物！ |
| 11 | 2月9日         | これが金持ちNo.1！2億の車・百億の家        |
| 12 | 2月16日        | 赤信号もビックリ!! スキーおもしろ珍商売    |
| 13 | 2月23日        | 司会No.1は!? タモリか愛川か徳光か!!        |
| 14 | 3月1日         | 春一番！人と動物の珍行動                   |
| 15 | 3月8日         | 公開スターのPR商品／子育て 新・巨人の星4歳 |
| 16 | 3月15日        | ウルセイやつら大集合 たけし・暴走族・母親  |
| 17 | 3月22日        | 軽チャーっぽい面白ビデオ・ロボット勢ぞろい |
| 18 | 3月29日        | 珍・おもしろ動物学校／奇！ころび方道場     |

参考：『朝日新聞縮刷版』朝日新聞社、1983年11月3日 - 1984年3月29日付のラジオ・テレビ欄。

## ネット局
特筆が無い限り全て同時ネット。
- フジテレビ（制作局）
- 富山テレビ[1]
- 石川テレビ[1]
- 福井テレビ[2]